# Moeda insulana

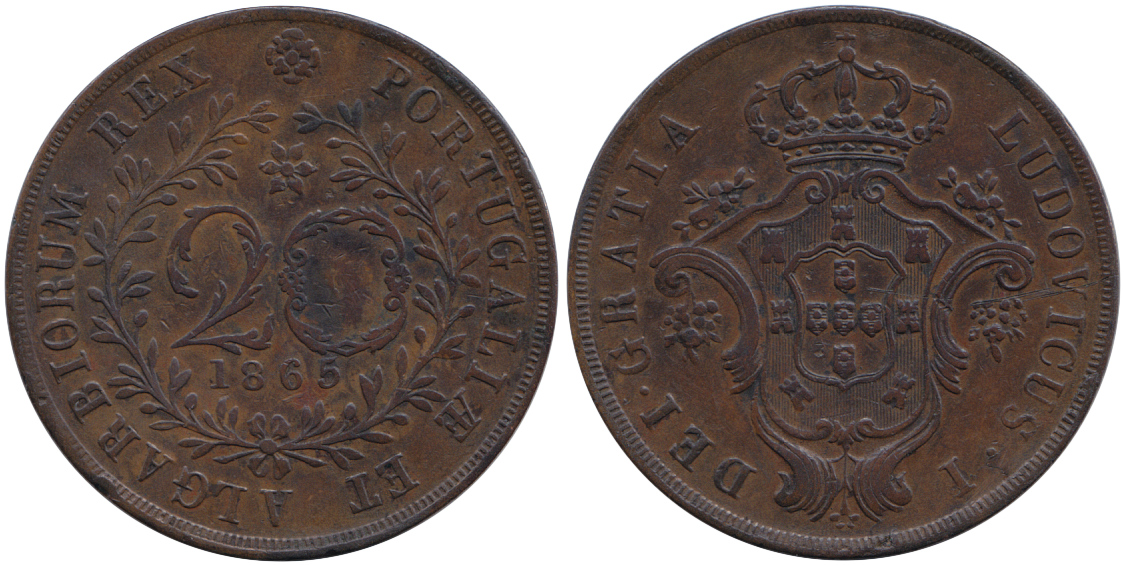
Moeda 20 réis Açores, 1865. Luís I.

A moeda insulana era a moeda portuguesa em uso nas Ilhas Adjacentes, isto é, nos arquipélagos dos Açores e da Madeira. Consistia em moedas e notas especificamente emitidas para ali circularem ou nas suas equivalentes portuguesas com uma sobrecarga adequada. Na Madeira a moeda insulana foi retirada de circulação em finais do século XIX. Nos Açores circulou até 1931, com um ágio médio (desconto) de 25% em relação à moeda portuguesa.
Devido ao ágio, a moeda insulana, ou fraca, apesar de manter a mesma denominação possuía um valor efectivo em 25% inferior à que circulava em Portugal. Desde finais do século XIX que se advogava a unificação da moeda como forma de facilitar as trocas comerciais e eliminar as efectivas barreiras à livre circulação fiduciária que isolavam os Açores. Este propósito, acarinhado pelos poderes públicos e pelos grandes comerciantes, esbarrava na forte resistência das populações em pagarem os impostos em moeda forte, ou seja em média 25% acima do seu valor em moeda insulana, a que se juntava o medo de se repetirem as terríveis crises monetárias que durante a primeira parte do século XIX tinham arrasado o comércio local e causado a ruína dos aforradores açorianos.
Contudo, apesar da impopularidade da medida, era patente que a diferença de valor era um constante transtorno nas relações comerciais com o exterior, pelo que havia poderosos sectores da economia açoriana interessados na resolução definitiva do problema. A estas pressões de natureza económica juntavam-se as opções ideológicas da Ditadura Nacional, de matiz fortemente centralista e de exacerbado nacionalismo, que não permitiam encarar com bons olhos a existência de uma moeda açoriana. Nesse contexto, a publicação do Decreto-Lei n.º 19869, de 2 de Junho de 1931, que unificou a moeda, acabou por ser facilmente imposto por Salazar, apesar da conjuntura económica desfavorável para a maior parte dos contribuintes açorianos justificar medidas adicionais. Essas medidas foram adoptadas pelo Decreto-Lei n.º 21 189, de 2 de Maio de 1932, que estabeleceu uma dedução nas contribuições e impostos pagos nas ilhas, nomeadamente para aqueles que, por lei ou contrato, estivessem referidos à moeda insulana, acalmando os receios e permitindo a aceitação da moeda portuguesa no arquipélago sem protestos de maior.
A questão da moeda insulana só viria a ser reaberta em 1975, no contexto das reivindicações autonomistas e independentistas que se seguiram ao 25 de Abril de 1974, mas sem ganharem adesão popular. Ficaram-se por diversos manifestos e propostas partidárias, esgotando-se com a integração europeia dos Açores, a crescente abertura da sua economia e, finalmente, com a adopção do Euro. Hoje a questão da moeda insulana é uma mera nota histórica.
As notas insulanas eram em geral similares às suas congéneres no continente, distinguindo-se destas apenas pela aposição de uma sobrecarga adequada. Quanto às moedas, existiram múltiplas cunhagens específicas para os Açores, algumas delas hoje de grande valor numismático.